# Effetto occhi rossi

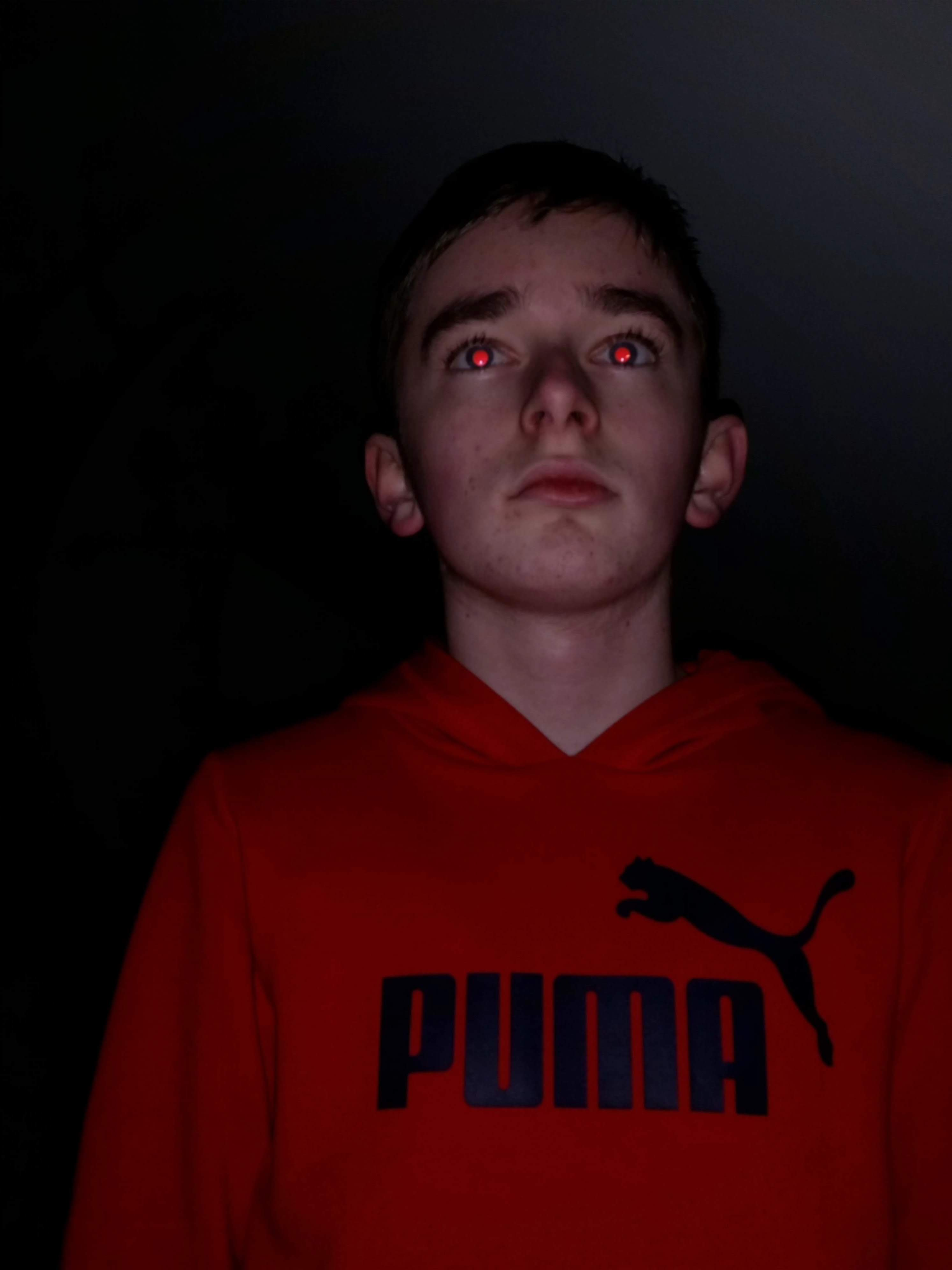
effetto occhi rossi visto su un adolescente maschio

In fotografia, l'effetto occhi rossi è il fenomeno per cui, nelle foto scattate con l'uso del flash, spesso accade che gli occhi dei soggetti acquisiscano un colore rosso piuttosto marcato.

## Descrizione
Il fenomeno è dovuto all'incapacità dell'iride di chiudere la pupilla a fronte del lampo troppo veloce del flash. Il lampo stesso va dunque a colpire la retina, altamente vascolarizzata (lo stesso principio è usato intenzionalmente dall'oftalmoscopio, lo strumento utilizzato per esaminare la retina). L'effetto è solitamente più pronunciato nei soggetti con occhi grigi o blu e nei bambini (che hanno pupille più grandi e meno pigmentazione degli adulti).

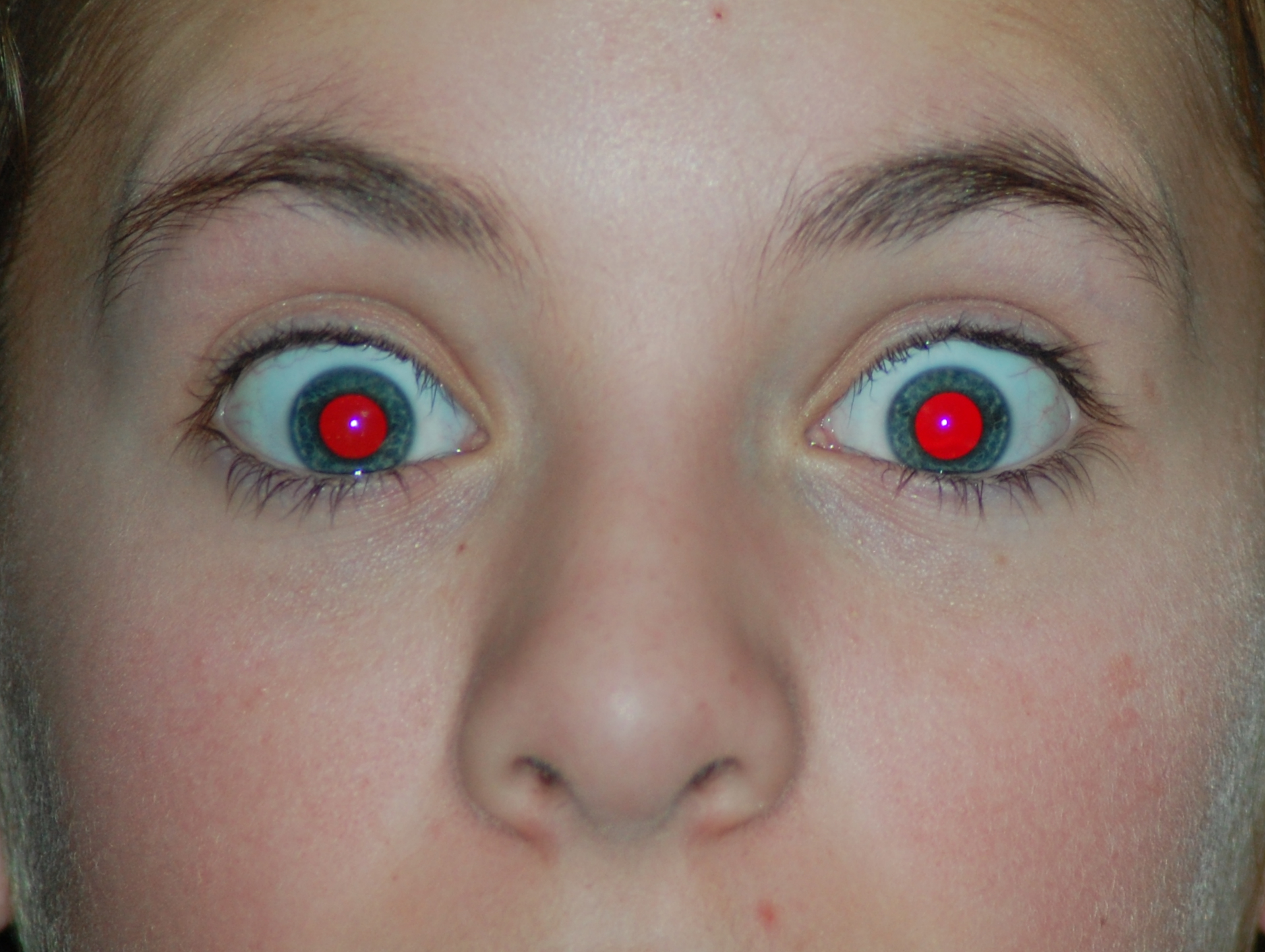
Un intenso effetto "occhi rossi", su occhi azzurri e pupille dilatate

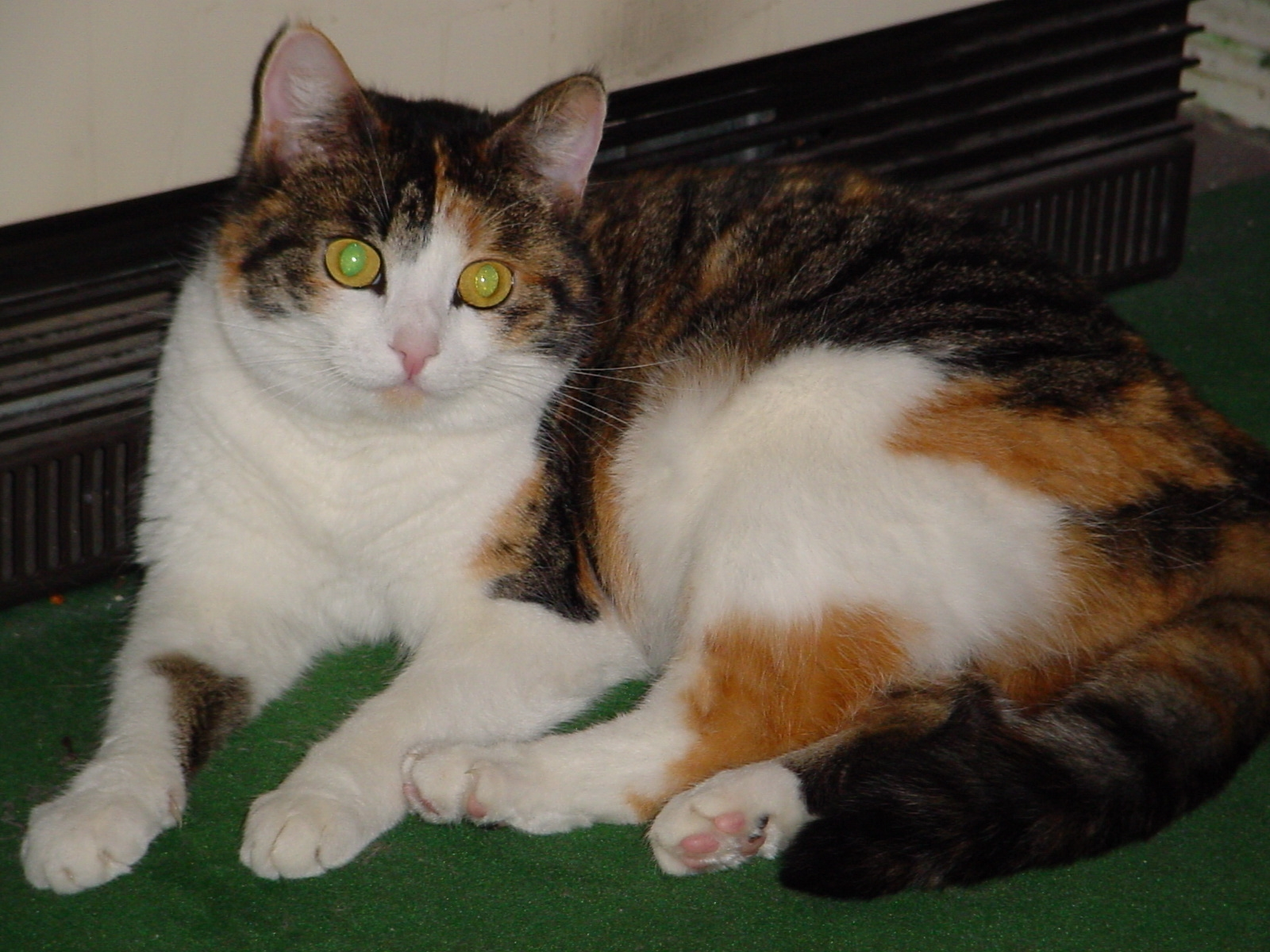
Nei gatti, l'effetto "occhi gialli" in una foto di un gatto

In alcune specie animali, lo stesso effetto può risultare in colorazioni diverse dal rosso; nei cani, per esempio, gli occhi risultano blu, giallo o verdi e nei gatti il colore è giallo, rosa o verde. La spiegazione è data dal fatto che questi animali posseggono il cosiddetto tapetum lucidum (uno strato riflettente posto dietro la retina per migliorare la visione notturna) che causa un doppio passaggio di ogni fascio attraverso la retina.

## Contromisure
L'effetto occhi rossi può essere ridotto o evitato in vari modi:
1. evitando di allineare il flash con l'asse ottico dell'obiettivo fotografico, ad esempio con flash esterni (non incorporati nella fotocamera) od orientando il flash verso una superficie riflettente chiara (per esempio un muro o il soffitto) e illuminando il soggetto con la sola luce riflessa;
2. utilizzando le funzioni specifiche di "riduzione dell'effetto occhi rossi", che oggi si trovano in quasi tutte le fotocamere; questa funzione fa precedere una rapida serie di pre-lampi al lampo principale del flash, stimolando la chiusura della pupilla prima dello scatto;
3. chiedendo al soggetto di non guardare dritto "in camera", ma, per esempio, verso le spalle del fotografo;
4. aumentando la luminosità dell'ambiente in modo che la pupilla si chiuda maggiormente;
5. nella fotografia digitale, ritoccando opportunamente l'immagine con applicazioni software apposite a posteriori (come ad esempio l'inpainting) o direttamente dalla fotocamera se questa è digitale e lo permette. Molti programmi di fotoritocco dispongono di una funzionalità di correzione degli occhi rossi che identifica l'effetto e lo corregge in modo automatico.